# Chimo (Automarke)
Chimo war eine kanadische Automarke.

## Markengeschichte
Customotive Inc. aus St. Laurent in Québec begann 1980 mit der Produktion von Automobilen. Der Markenname lautete Chimo. 1985 zog das Unternehmen nach Ottawa in Ontario. Von 1985 bis etwa 1988 setzte Image Inc. aus Smiths Falls in Ontario die Produktion fort.

## Fahrzeuge
Das einzige Modell war ein Coupé. Eine Quelle sieht eine Ähnlichkeit zum Jaguar XJ-S. Die Karosserie bestand aus Fiberglas, was damals einzigartig in Kanada war. Ein Fahrgestell vom VW Käfer bildete die Basis. Verschiedene Motoren von Volkswagen, V6-Motoren von Ford und Wankelmotoren von Mazda trieben die Fahrzeuge an.